# Herbisse
Herbisse est une commune française, située dans le département de l'Aube en région Grand Est.

## Géographie
|                  | Villiers-Herbisse | Trouans |
| Champfleury      | Herbisse          | Dosnon  |
| Viâpres-le-petit | Allibaudières     |         |

Herbisse est un petit village de la Champagne crayeuse situé sur le cours de l'Herbissonne. La commune se trouve entre Allibaudières au sud et Villiers-Herbisse au nord. Le village est à l’intersection de la route départementale 10 et la route départementale 98. Une ligne ferroviaire traverse la commune et offrait un accès rapide à Troyes aux habitants.
- L'agriculture occupe l'essentiel des terres de la commune.
- Les habitants sont appelés les Herbichois et les Herbichoises.

Le cadastre de 1838 signale au territoire : Bîme, Chassois, Etang-le-Roi, Folie-Godot, les Forges et la Maladière.

### Hydrographie
La commune est dans la région hydrographique « la Seine de sa source au confluent de l'Oise (exclu) » au sein du bassin Seine-Normandie. Elle est drainée par l'Herbissonne,.
L'Herbissonne, d'une longueur de 14 km, prend sa source dans la commune de Villiers-Herbisse et se jette  dans l'Aube à Champigny-sur-Aube, après avoir traversé quatre communes.

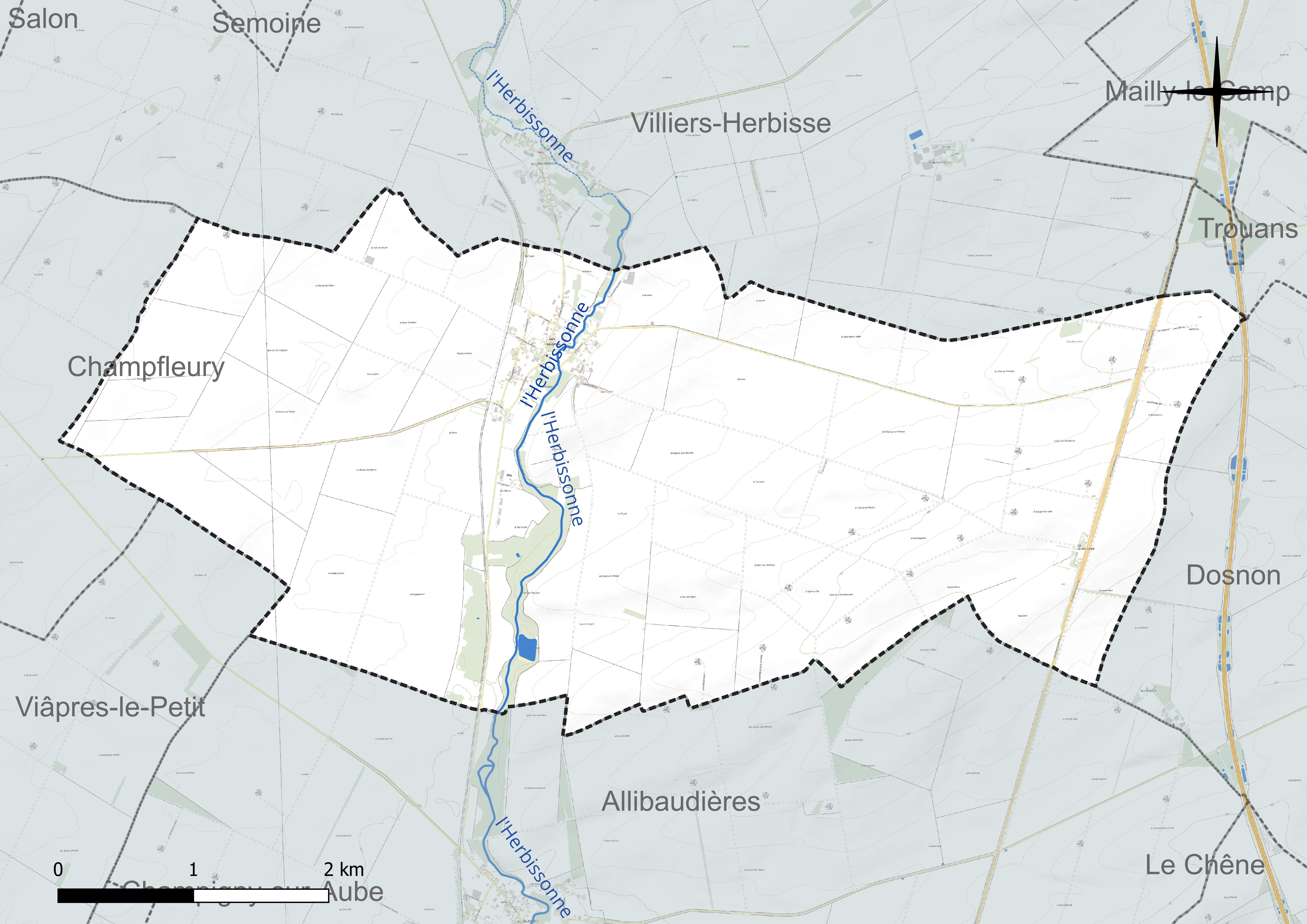
Réseau hydrographique d'Herbisse.

### Climat
Pour des articles plus généraux, voir Climat du Grand Est et Climat de l'Aube.
En 2010, le climat de la commune est de type climat océanique dégradé des plaines du Centre et du Nord, selon une étude du Centre national de la recherche scientifique s'appuyant sur une série de données couvrant la période 1971-2000. En 2020, Météo-France publie une typologie des climats de la France métropolitaine dans laquelle la commune est exposée à un climat océanique altéré et est dans la région climatique Nord-est du bassin Parisien, caractérisée par un ensoleillement médiocre, une pluviométrie moyenne régulièrement répartie au cours de l’année et un hiver froid (3 °C).
Pour la période 1971-2000, la température annuelle moyenne est de 10,2 °C, avec une amplitude thermique annuelle de 15,7 °C. Le cumul annuel moyen de précipitations est de 718 mm, avec 11,8 jours de précipitations en janvier et 7,7 jours en juillet. Pour la période 1991-2020, la température moyenne annuelle observée sur la station météorologique de Météo-France la plus proche, « Dosnon », sur la commune de Dosnon à 9 km à vol d'oiseau, est de 11,0 °C et le cumul annuel moyen de précipitations est de 698,3 mm. 
La température maximale relevée sur cette station est de 41,6 °C, atteinte le 25 juillet 2019 ; la température minimale est de −25,8 °C, atteinte le 14 février 1956,,.
Les paramètres climatiques de la commune ont été estimés pour le milieu du siècle (2041-2070) selon différents scénarios d'émission de gaz à effet de serre à partir des nouvelles projections climatiques de référence DRIAS-2020. Ils sont consultables sur un site dédié publié par Météo-France en novembre 2022.

## Urbanisme

### Typologie
Au 1er janvier 2024, Herbisse est catégorisée commune rurale à habitat dispersé, selon la nouvelle grille communale de densité à 7 niveaux définie par l'Insee en 2022.
Elle est située hors unité urbaine et hors attraction des villes,.

### Occupation des sols
L'occupation des sols de la commune, telle qu'elle ressort de la base de données européenne d’occupation biophysique des sols Corine Land Cover (CLC), est marquée par l'importance des territoires agricoles (94,5 % en 2018), une proportion sensiblement équivalente à celle de 1990 (94,7 %). La répartition détaillée en 2018 est la suivante : 
terres arables (94,5 %), forêts (3,9 %), zones urbanisées (1,6 %). L'évolution de l’occupation des sols de la commune et de ses infrastructures peut être observée sur les différentes représentations cartographiques du territoire : la carte de Cassini (XVIIIe siècle), la carte d'état-major (1820-1866) et les cartes ou photos aériennes de l'IGN pour la période actuelle (1950 à aujourd'hui).

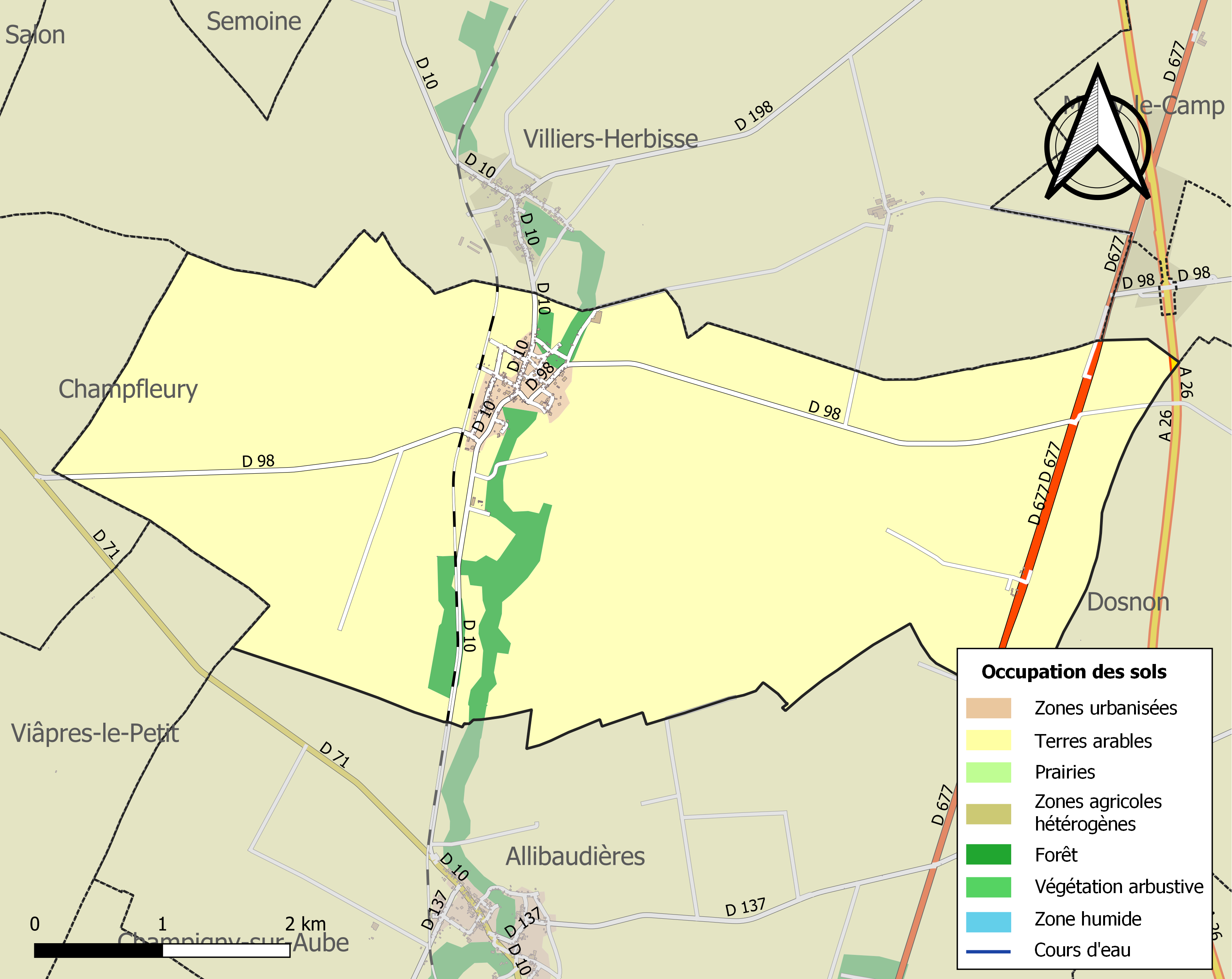
Carte des infrastructures et de l'occupation des sols de la commune en 2018 (CLC).

## Toponymie
Le nom apparaît en Erbicia au XIIe siècle qui dérive du nom de cours d'eau éponyme.

## Histoire
En 1172, Herbisse était aux comtes de Champagne, et relevait de la châtellenie de Rosnay.
- À partir de 1222 le village devient un chef-lieu de bailliage sous les comtes de Champagnes[17].
- Au XIVe siècle, l'une des maisons du village appartient à Pierre de Tiercelieue, bailli de Chaumont[17].
- Napoléon Ier loge au presbytère le 27 février 1814 pour prendre l'arrière de Gebhard Leberecht von Blücher, de Ludwig Yorck von Wartenburg, et de Ferdinand von Wintzingerode, qui marchant sur La Ferté-Gaucher[17].

En 1640, les habitants jouissaient d'une denrée en la rue Tilliet, trois arpents au lieu-dit Dauaucherain, vingt arpents de patis, duze autres arpents avec une "lacque d'eau", douze arpents appelé estang du roy. En 1775 des métiers à bas furent introduits au village, il y en avait huit en 1787.
En 1789, le village était de l'intendance et de la généralité de Châlons, de l'élection de Troyes et du bailliage de Sézanne.

### Prieuré
Un prieuré Sainte-Madeleine y était installé par l'abbaye de Rebais ; il était confirmé en 1135 par Innocent II. Le prieuré fit construire un moulin et un bras de dérivation pour l'alimentation avec l'accord, en 1235 du comte Thibaut IV. En 1521 il se composait d'un pourpris, d'une chapelle, d'une maison le tout fermé de fossés.

## Politique et administration
En 1790 Herbisse était au canton de Mailly, puis au canton d'Allibaudière en 1790 jusqu'en l' an IX.
| Période                                  | Période  | Identité                                             | Étiquette | Qualité  |
| ---------------------------------------- | -------- | ---------------------------------------------------- | --------- | -------- |
| mars 2001                                | 2008     | M. Robert Radet                                      |           |          |
| mars 2008                                | En cours | M.Jean-Pierre Lambert Réélu pour le mandat 2020-2026 | DVD       | Retraité |
| Les données manquantes sont à compléter. |          |                                                      |           |          |

## Démographie
L'évolution du nombre d'habitants est connue à travers les recensements de la population effectués dans la commune depuis 1793. Pour les communes de moins de 10 000 habitants, une enquête de recensement portant sur toute la population est réalisée tous les cinq ans, les populations de référence des années intermédiaires étant quant à elles estimées par interpolation ou extrapolation. Pour la commune, le premier recensement exhaustif entrant dans le cadre du nouveau dispositif a été réalisé en 2004.

En 2022, la commune comptait 150 habitants, en évolution de −12,28 % par rapport à 2016 (Aube : +0,7 %, France hors Mayotte : +2,11 %).
| 1793 | 1800 | 1806 | 1821 | 1831 | 1836 | 1841 | 1846 | 1851 |
| ---- | ---- | ---- | ---- | ---- | ---- | ---- | ---- | ---- |
| 401  | 410  | 435  | 406  | 422  | 409  | 401  | 432  | 407  |

| 1856 | 1861 | 1866 | 1872 | 1876 | 1881 | 1886 | 1891 | 1896 |
| ---- | ---- | ---- | ---- | ---- | ---- | ---- | ---- | ---- |
| 398  | 380  | 366  | 358  | 367  | 350  | 348  | 355  | 309  |

| 1901 | 1906 | 1911 | 1921 | 1926 | 1931 | 1936 | 1946 | 1954 |
| ---- | ---- | ---- | ---- | ---- | ---- | ---- | ---- | ---- |
| 308  | 309  | 291  | 265  | 258  | 252  | 269  | 263  | 252  |

| 1962 | 1968 | 1975 | 1982 | 1990 | 1999 | 2004 | 2006 | 2009 |
| ---- | ---- | ---- | ---- | ---- | ---- | ---- | ---- | ---- |
| 238  | 242  | 192  | 170  | 168  | 149  | 178  | 186  | 177  |

| 2014 | 2019 | 2022 | - | - | - | - | - | - |
| ---- | ---- | ---- | - | - | - | - | - | - |
| 172  | 155  | 150  | - | - | - | - | - | - |

## Culture locale et patrimoine

### Lieux et monuments
- L'église de l'Assomption-de-la-Vierge se trouve au centre du village et est entouré du cimetière communal. Elle possède une nef romane. Le mur sud a été refait au XVe siècle ; le mur nord au XVIe siècle. Le transept, l'abside et les deux chapelles pentagonales sont du XVIe siècle. La façade date de 1855. La paroisse est citée pour la première fois en 1169 comme étant à la collation de l'évêque[26].
- Chapelle prieurale Sainte-Marie-Madeleine de Herbisse.
- Le monument aux morts dédié aux soldats du village morts pour la France durant la Première Guerre mondiale et la Seconde Guerre mondiale. Situé anciennement devant l'église dans l'enceinte du cimetière, est désormais à côté de la mairie.
- Tombes de 7 soldats de la Royal Air Force  (5 de la Royal Air Force Voluntary Reserve et 2 de la Royal New Zealand Air Force) membres du 49 Squadron Bomber Command. Ils sont morts le 19 juillet 1944 lorsque leur Lancaster Mk III (numéro de série JB178) subit un crash[27].

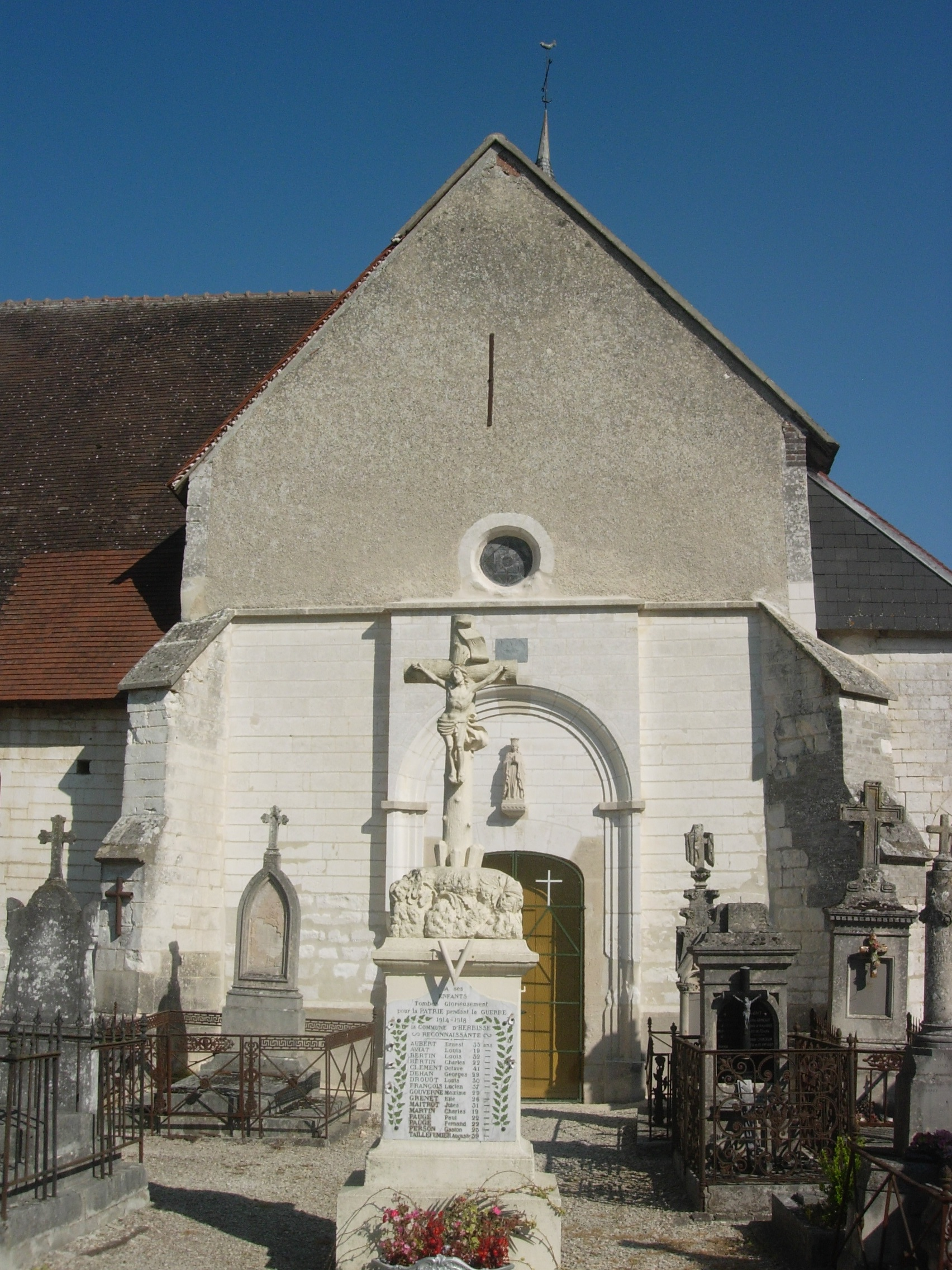
Monument aux morts devant l'église.
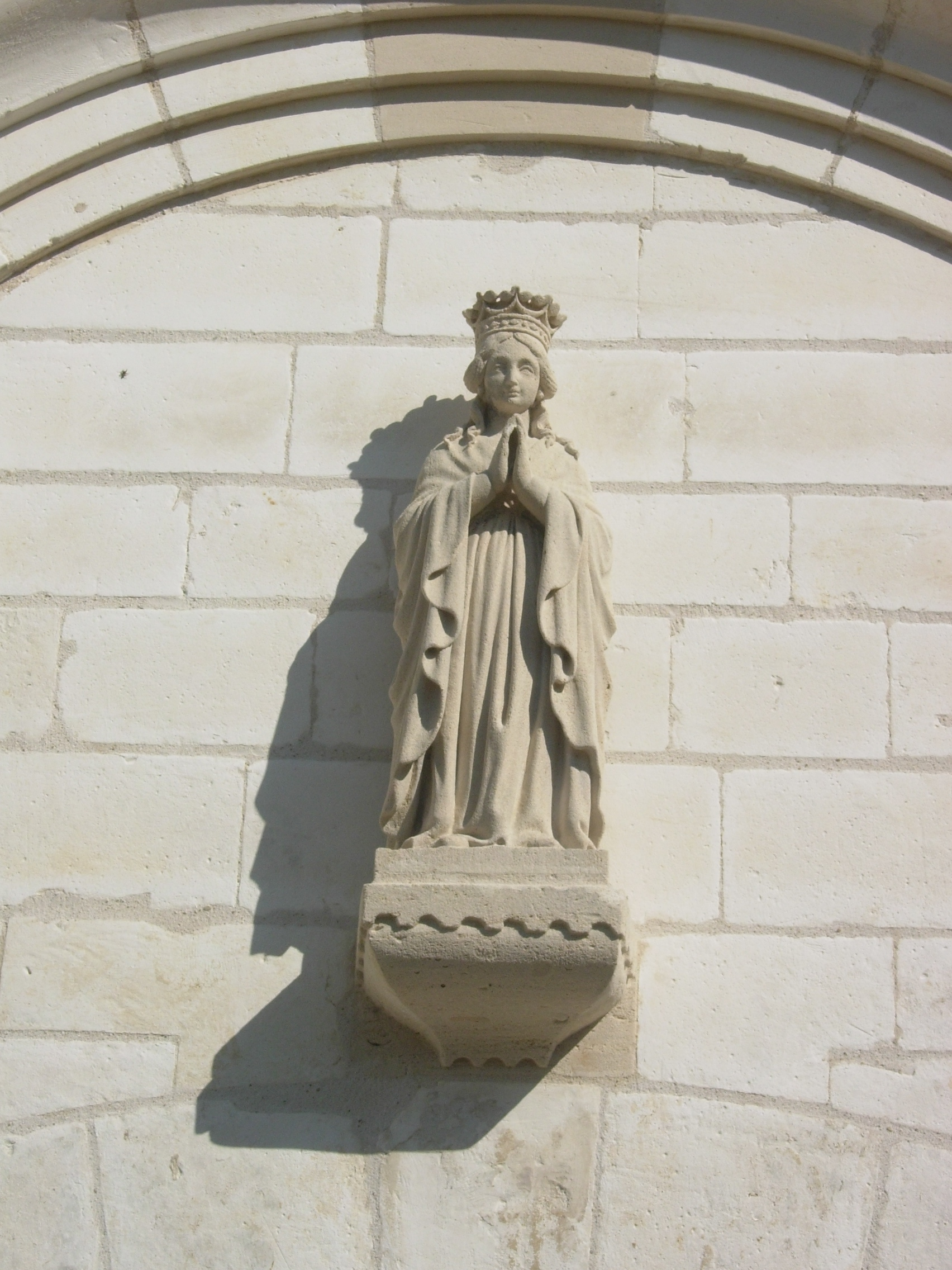
Façade de l'église.
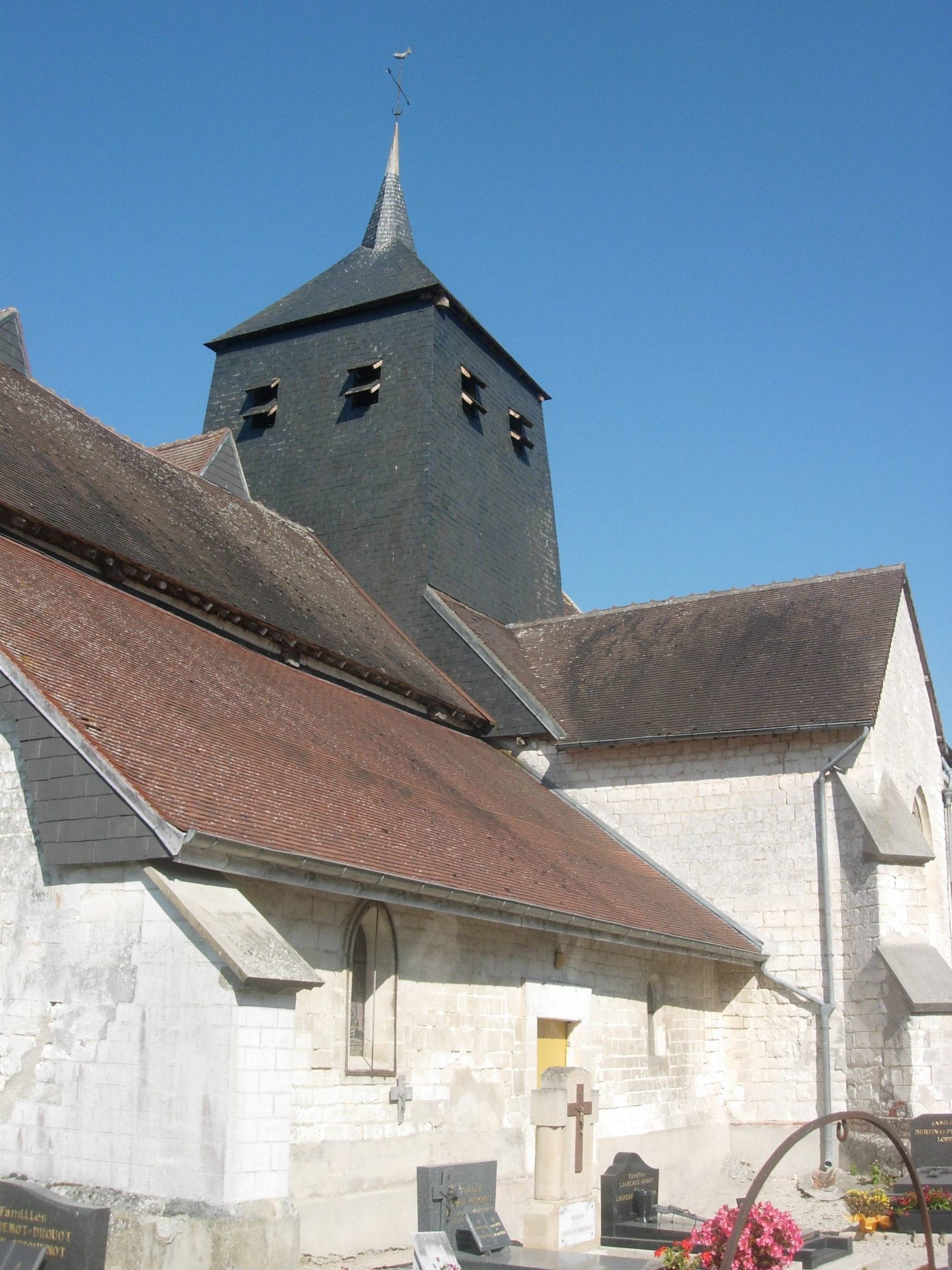
Église d'Herbisse.
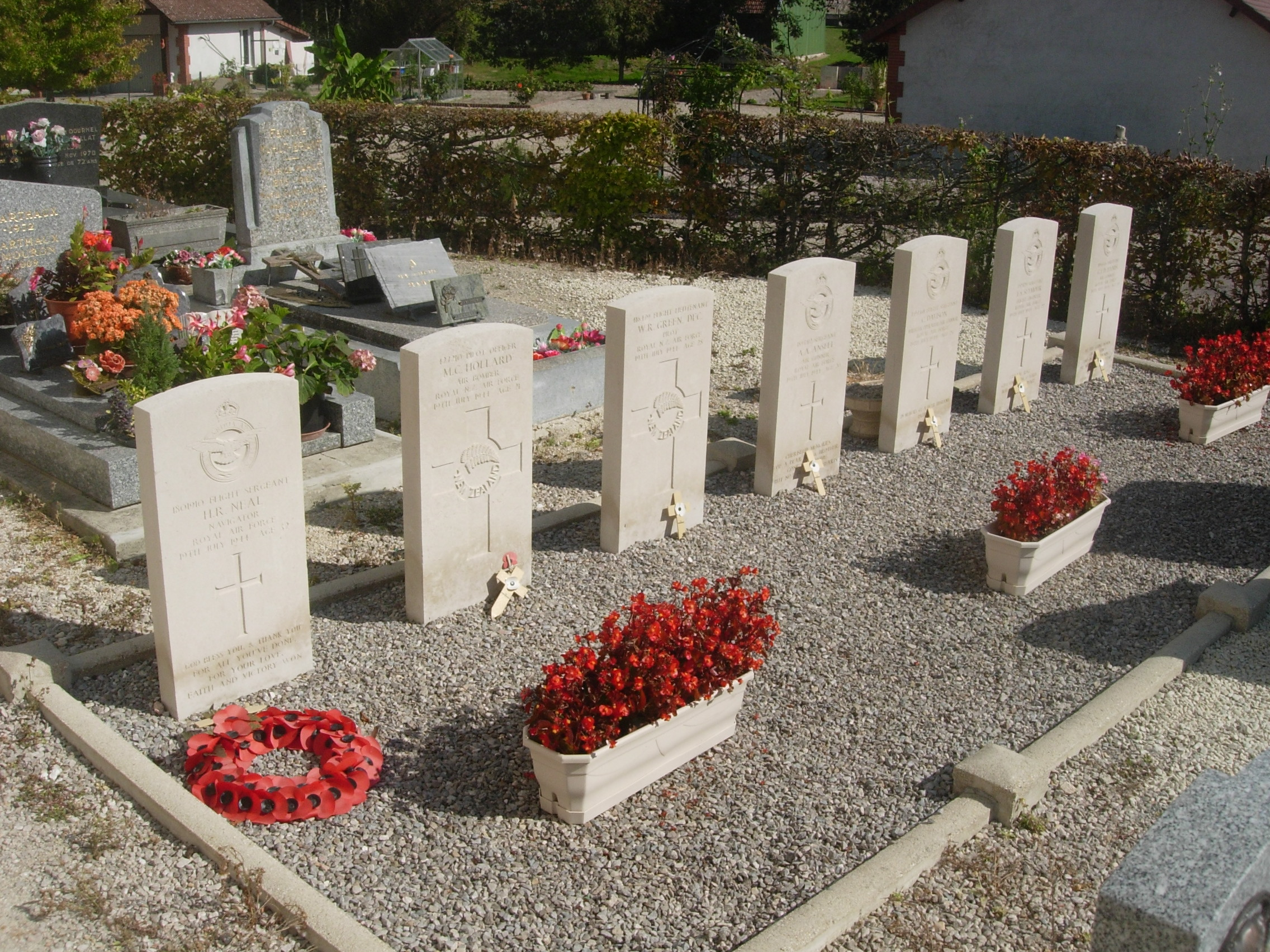
Tombes de soldats de la Royal Air Force.

### Héraldique
| Blason de Herbisse | Blason  | Tiercé en pairle renversé : au 1er d'azur à la bande d'argent chargée de la lettre gothique H de sable et côtoyée de deux doubles cotices potencées et contre-potencées d'or, au 2e de gueules à l'étoile d'argent, au 3e de sinople à sept épis de blés d'or posés en éventail liés de gueules.                                |
| Blason de Herbisse | Détails | La bande et les cotices pour le blason de la Champagne, le « H » pour la 1re lettre du nom de la commune, l'étoile pour l'attribut de Notre Dame, la couleur de sinople pour évoquer le nom de la commune et les épis de blé pour l'agriculture. Création de Jean-François Binon adoptée par la municipalité le 9 octobre 2014. |